# جون كليبورن
جون كليبورن (بالإنجليزية: John Claiborne) هو مدرب كرة القاعدة أمريكي، ولد في 1940.